# Kahleberg bei Altenberg
Kahleberg bei Altenberg este o arie protejată (arie specială de conservare — SAC, sit de importanță comunitară — SCI) din Germania întinsă pe o suprafață de 22 ha, integral pe uscat.

## Localizare
Centrul sitului Kahleberg bei Altenberg este situat la coordonatele 50°44′54″N 13°43′57″E / 50.7483°N 13.7325°E.

## Înființare
Situl Kahleberg bei Altenberg a fost declarat sit de importanță comunitară în august 2000 pentru a proteja un număr necunoscut de specii din flora spontană și fauna sălbatică aflate în arealul zonei. Situl a fost protejat și ca arie specială de conservare în aprilie 2011.

## Biodiversitate
Situată în ecoregiunea continentală, aria protejată conține 2 habitate naturale: Pajiști uscate europene, Grohotișuri silicioase medio-europene, la altitudine înaltă.
La baza desemnării sitului se află un număr nedeclarat de specii protejate: